# Maison des miroirs de Mofakham
La maison des miroirs de Mofakham (en persan : آئینه‌خانه مفخم, Ayene chane mofacham) se situe à Bojnourd, dans la province du Khorasan septentrional. Datant de l'époque Kadjar, elle a été construite sous le règne de Nasseredin Shah par le maire de l'époque, connu sous le nom de Mofakham. Elle abrite aujourd'hui le Musée du folklore de Bojnourd.
Le 9 décembre 1975 la maison a été reprise dans le Patrimoine national en Iran sous le n° 1167.

## Galerie

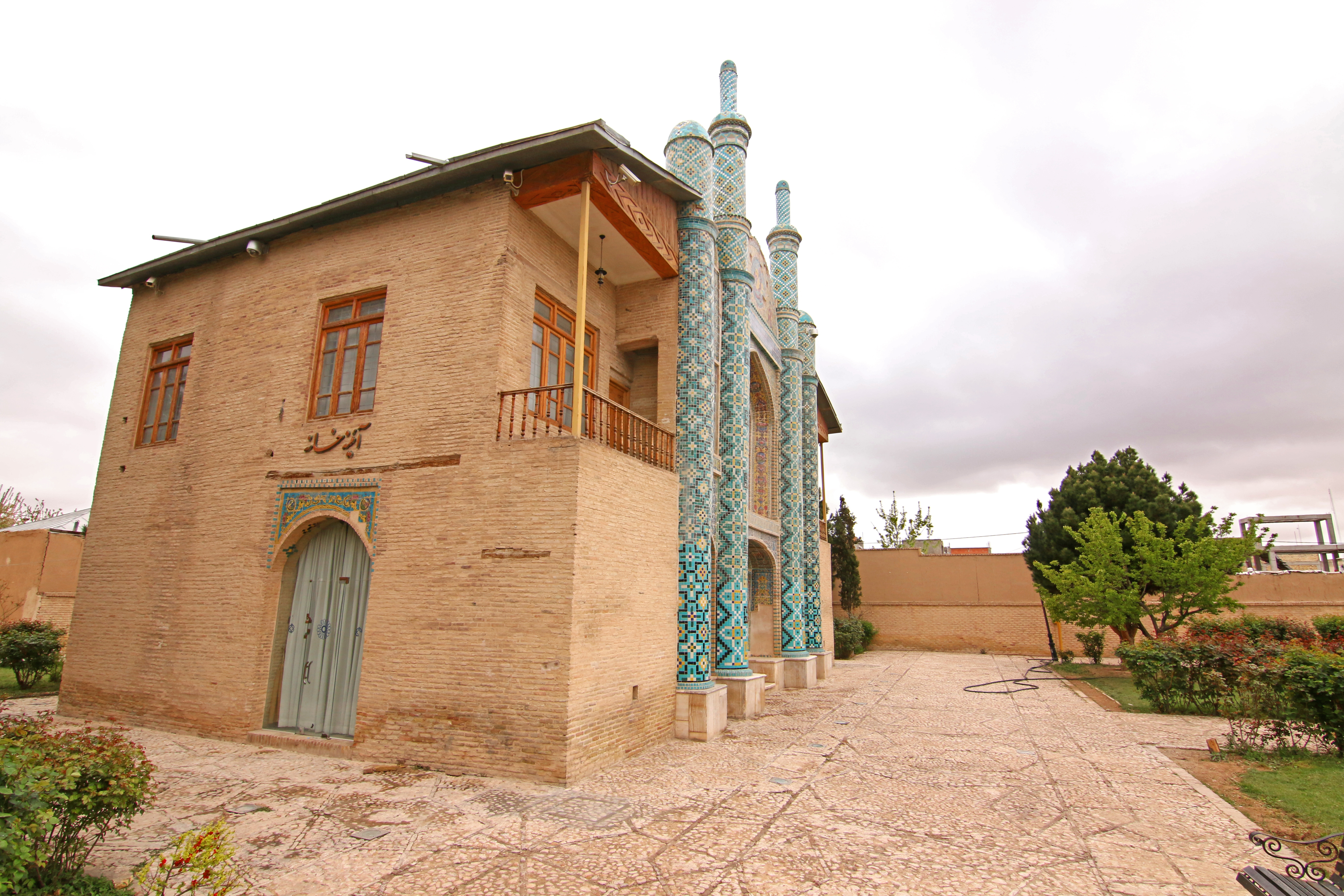
vue latérale
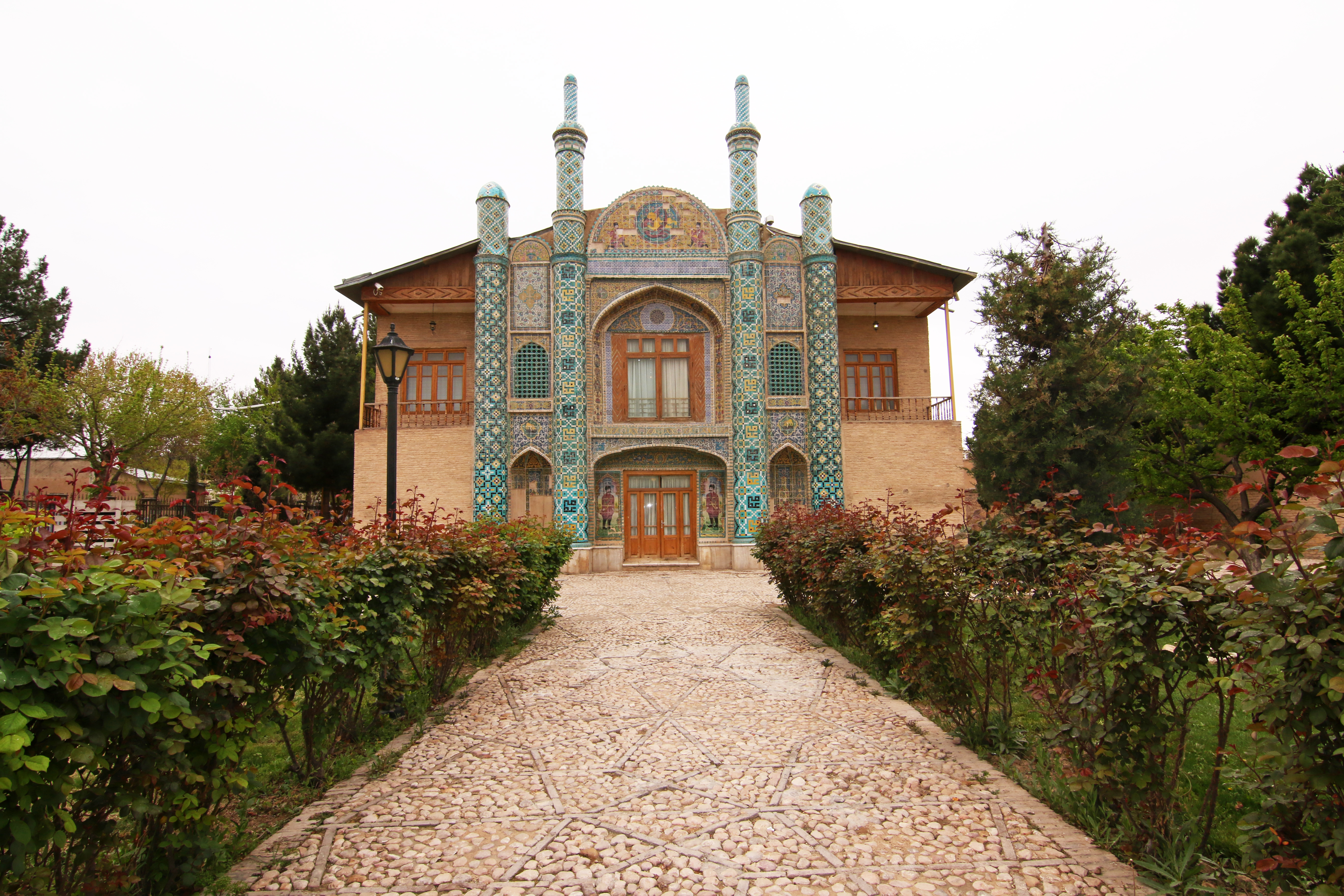
vue extérieure
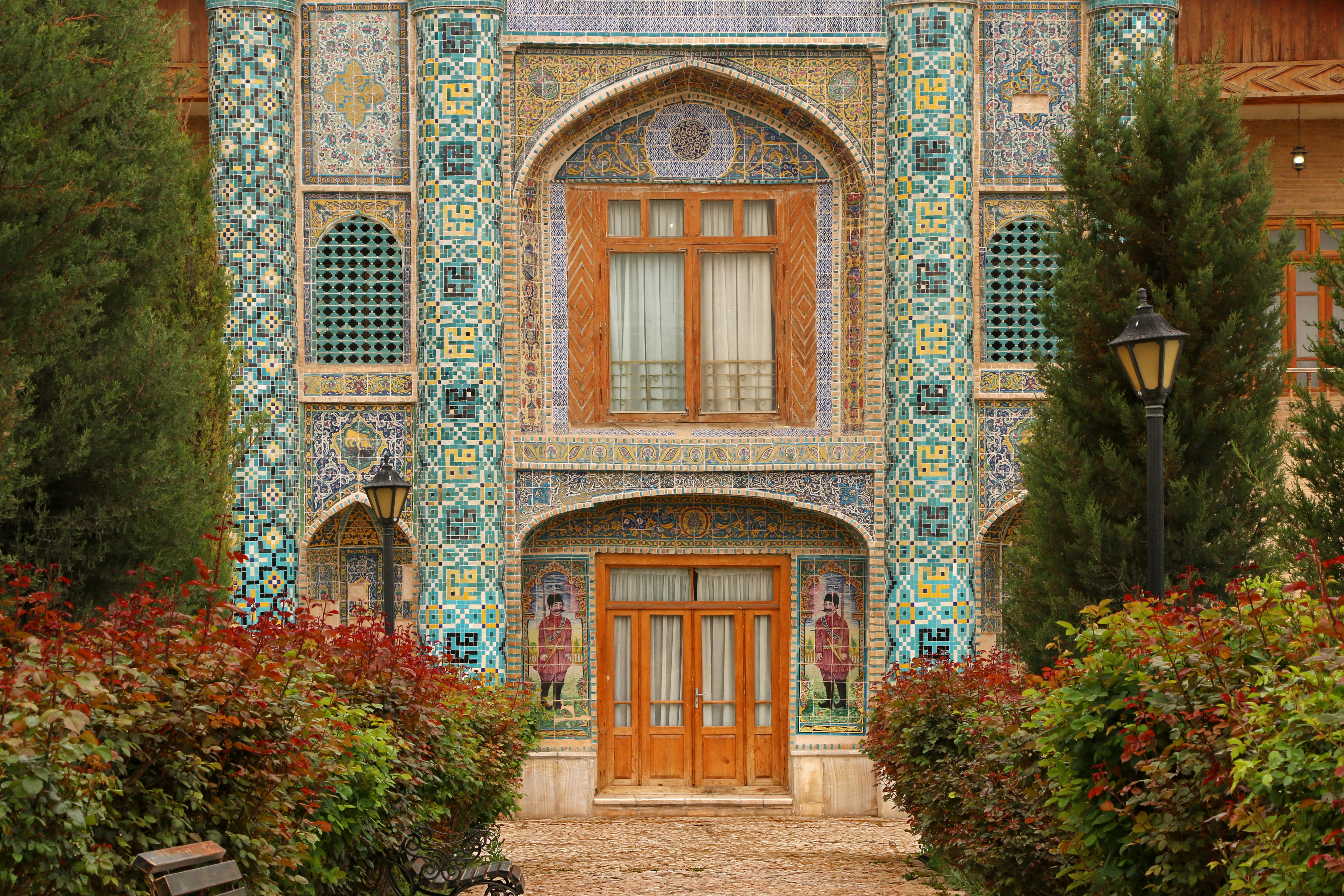
vue de la façade
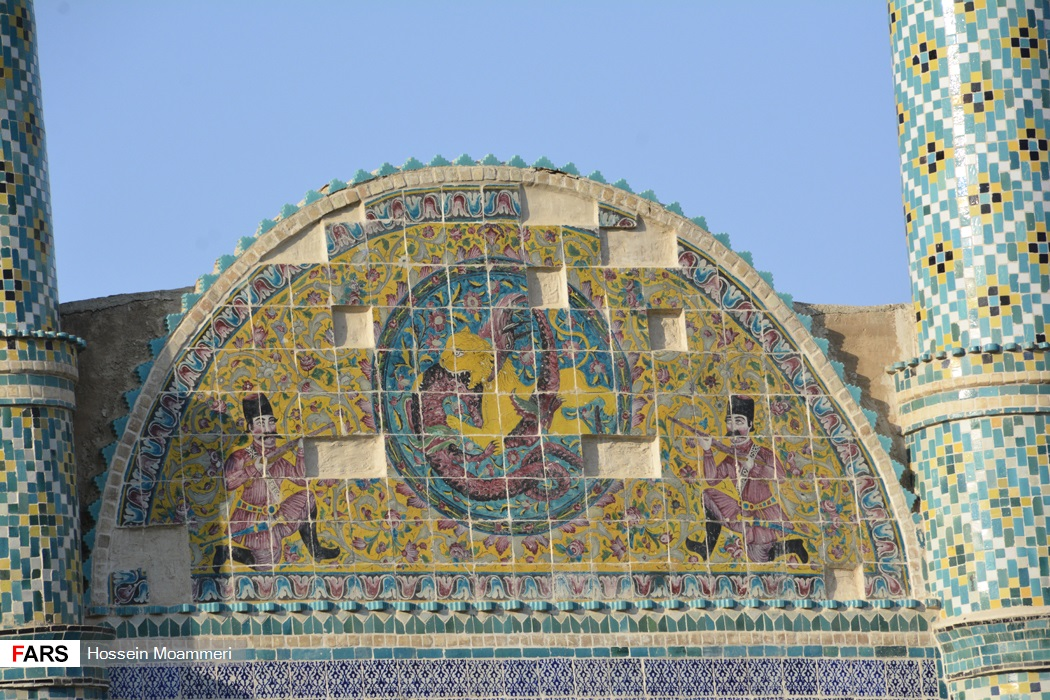
lutte du lion et du dragon sur le fronton
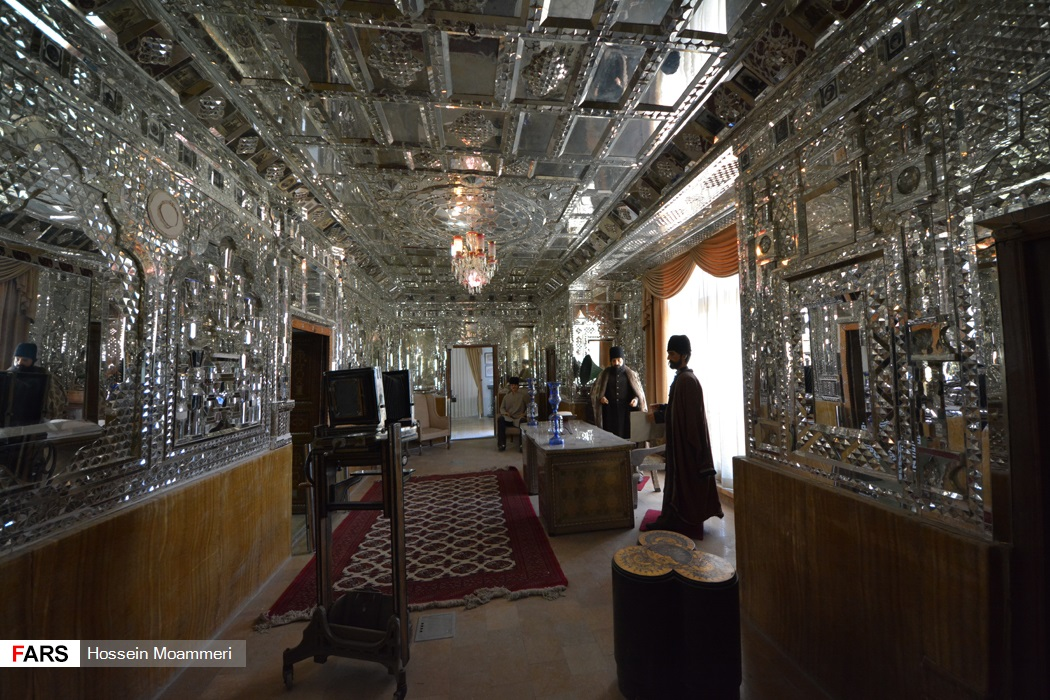
Maison du miroir